# Johann Melchior Stenger

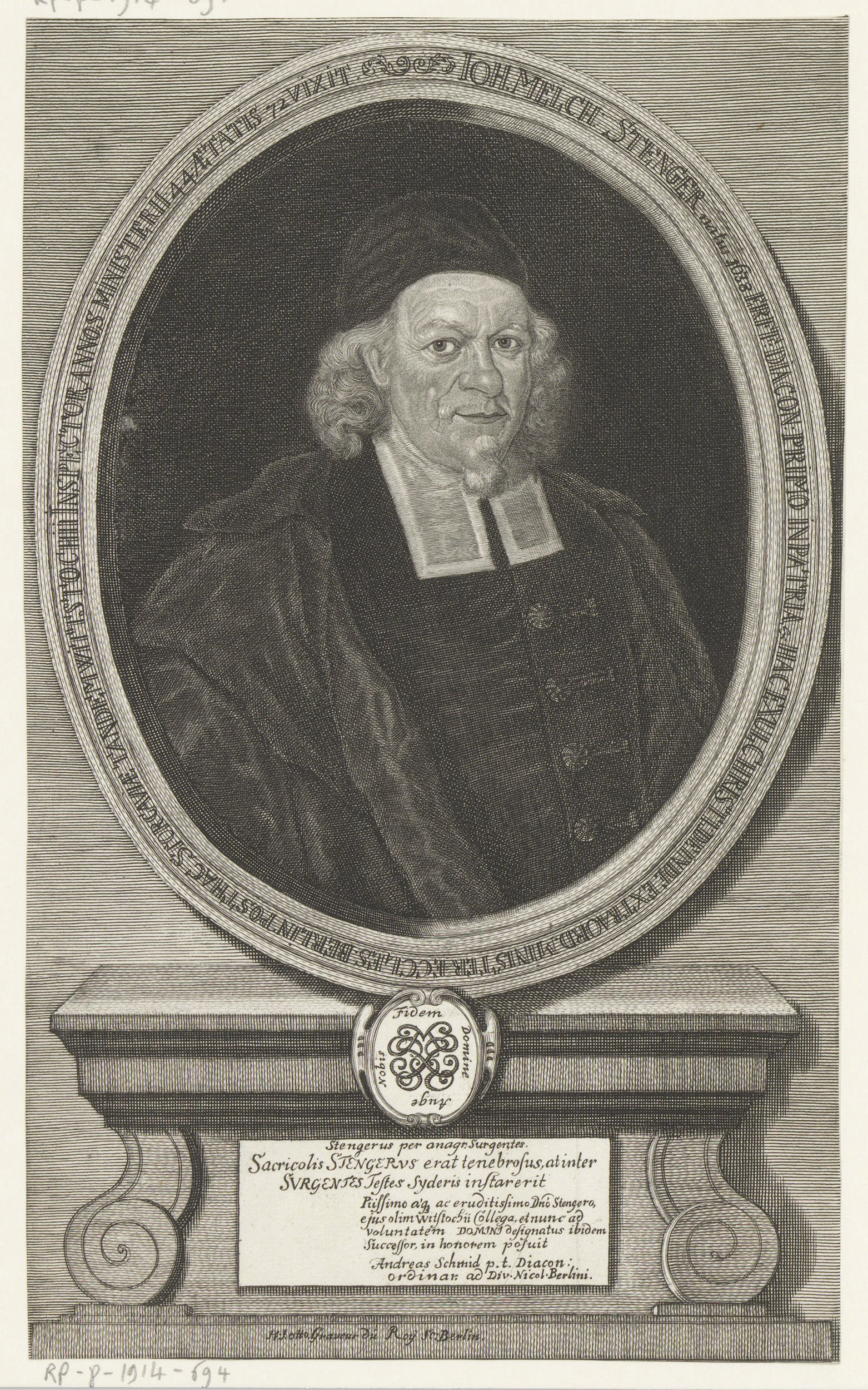
Johann Melchior Stenger

Johann Melchior Stenger (* 9. Oktober 1638 in Erfurt; † 7. März 1710 in Wittstock/Dosse) war ein deutscher lutherischer Theologe und Prediger.

## Leben
Stenger war der Sohn des Erfurter Predigers und späteren Theologieprofessors Nicolaus Stenger (1609–1680). Einer seiner jüngeren Brüder war der Bibliothekar Kaspar Adam Stenger. Er erhielt zunächst Privatunterricht, besuchte dann eine Elementarschule in Erfurt und mit elf Jahren kam er an das Erfurter Gymnasium. 1650 wechselte er an die Schule in Wernigerode, bevor er dann an das Geraer Gymnasium ging. 1654 immatrikulierte er sich an der Universität Jena und blieb dort bis 1657. Anschließend besuchte er kurz die Universitäten von Leipzig und Wittenberg, bevor er sich 1658 an der Universität Straßburg einschrieb. 1660 erhielt er noch in Straßburg einen Ruf als Informator an den Württembergischen Hof, den er ablehnte, ebenso wie Rufe 1665 als Superintendent nach Sondershausen oder als Hofmeister der Prinzen des Herzogs Ernst von Sachsen-Gotha-Altenburg. 1662 kehrte er an die Universität Jena zurück, und ging danach an die Universität Erfurt.
Stenger erhielt 1666 eine Stelle als Diakon an der Predigerkirche in Erfurt. Allerdings geriet er wegen seiner Bußlehren, die er auch in Schriften 1669 und 1670 in den Druck gab, in die Kritik. Sein härtester Gegner war der Gymnasialprofessor Daniel Hartnack. Dieser gab auch ein Gutachten zu Stengers Lehren bei der Theologischen Fakultät der Universität Leipzig in Auftrag. Auch der Pastor der Predigerkirche Michael Hertz zeigte Stenger beim Erfurter Rat an und gab bei der Theologischen Fakultät der Wittenberger Universität ein Gutachten in Auftrag. Aus Jena schrieb Johannes Musaeus gegen ihn. Schließlich wurde Stenger 1670 seines Amtes enthoben und ausgewiesen.
Stenger reist zunächst durch das Fürstentum Braunschweig-Wolfenbüttel, bevor er 1672 Garnisonsprediger in Berlin wurde. Er kam 1673 als Superintendent nach Storkow und schließlich 1676 als Pastor und Inspektor nach Wittstock. In seinen Schriften bezog er Stellung für Johann Heinrich Horb und führte in Streitschriften einen Disput mit Johann Friedrich Mayer.

## Werke (Auswahl)
- Ein Buch vor die, so ihr Christenthum wollen lernen besser und gründlicher verstehen und den rechten Weg zur Seligkeit von andern falschen Irrwegen genau unterscheiden, Birckner, Erfurt 1669.
- Einschärfung zweier nützlicher zum wahren Christenthum gehöriger Lehr-Punkte die rechtschaffenen Christen im Lauf der Gottseligkeit zu stärken, die Wahn-Christen aber zu warnen und aus dem Schlaf der Sicherheit zu wecken, Michael, Erfurt 1670.
- Summarischer Begriff Des jenigen so bey denen Lehr-Puncten die Buße und wahres Christenthum betreffende, 1670.
- Das große Geheimniß innerlicher Versiegelung durch den Geist der Kindschaft über I Joh. 5, 10. Berlin 1674.
- Historia ecclesiasticae ἀποσπασμάτιον, 1681.
- Jesu wollst uns weisen! Des Wohnsidelschen Bedenckens überm Geboht-halten Beschaffenheit, 1691.
- Derer Unters, auff desolirter Hartnacks-Burg gewachsene Retorsion-Gesträuche, Theils Unter Academische Censur-Hecken und Nesseln, sich zu verkriechen und zu verstecken beflissenen Stengeromastigum Straußmäßiges Beginnen, Wobey auch Christi, unsers einigen Gesetzgebers, Von jenen so beeckelte, verwerfflich-geschätzte Gebothe Billiger massen recommendirt, 1694.